# Королівка (Фастівський район)
Королі́вка — село в Україні, у Фастівському районі Київської області. Населення становить 583 осіб. Входить до складу Кожанської селищної громади.

## Історія
Перша сільська церква Пресвятої Трійці існувала тут з 1784 по 1842 рік. На її місці встановлено пам'ятний хрест.
Станом на 1885 рік у колишньому власницькому селі Кожанської волості Васильківського повіту Київської губернії мешкала 831 особа, налічувалось 130 дворових господарства, існували православна церква, постоялий будинок.
Метричні книги, клірові відомості, сповідні розписи 2-х православних церков Пресвятої Трійці, св. Михаїла села Королівка (приписні прис. Пилипівка, Бертники, хут. Єлизабетка) XVIII ст. — Васильківського пов. Київського нам., з 1797 р. Васильківського пов. Київської губ.; ХІХ ст. — Кожанської волості Васильківського пов. Київської губ. зберігаються в ЦДІАК України.
За переписом 1897 року кількість мешканців зросла до 1114 осіб (551 чоловічої статі та 563 — жіночої), з яких 1096 — православної віри.

## Галерея

Пам'ятник загиблим у ДСВ
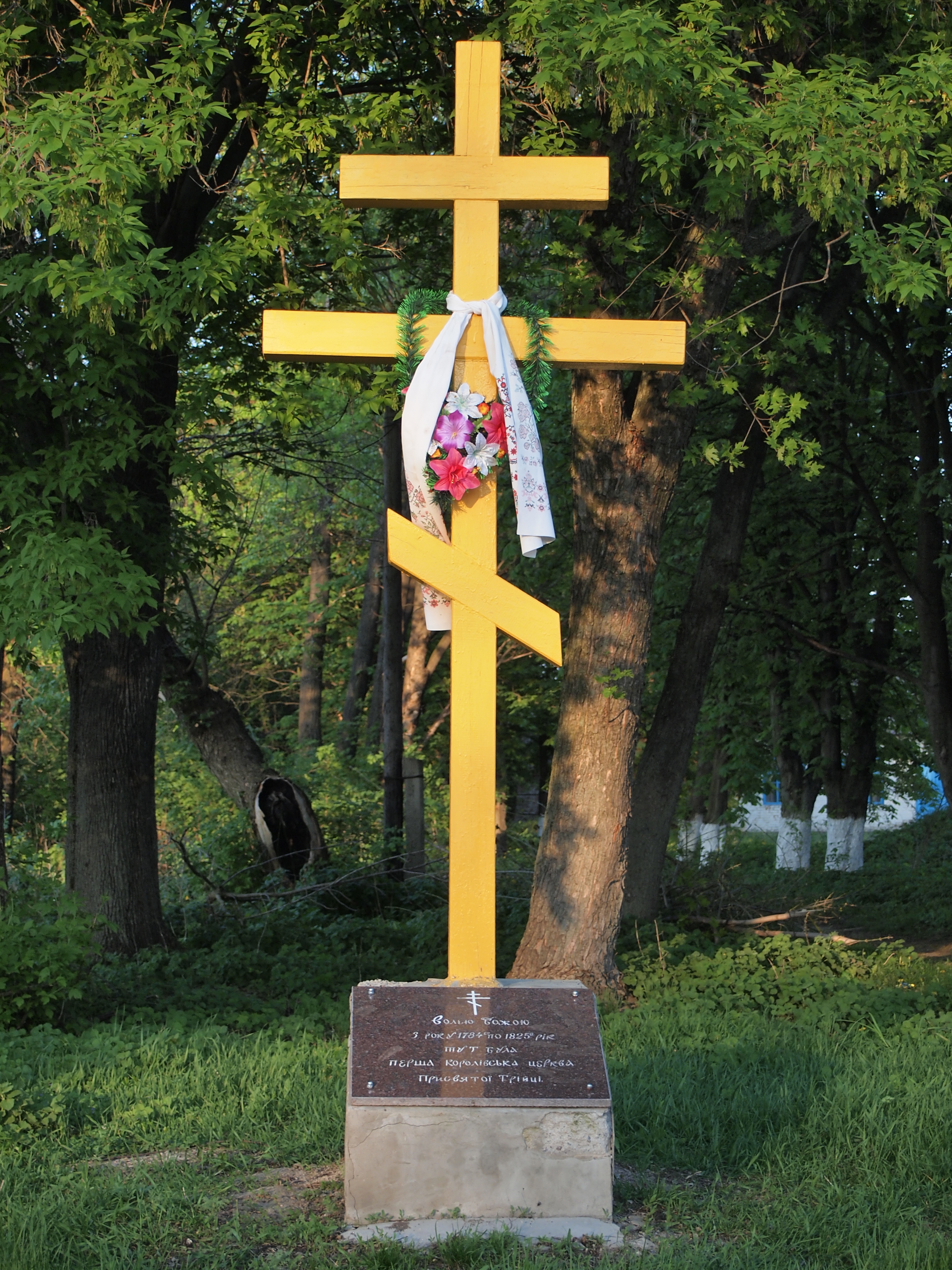
Хрест на місці першої церкви
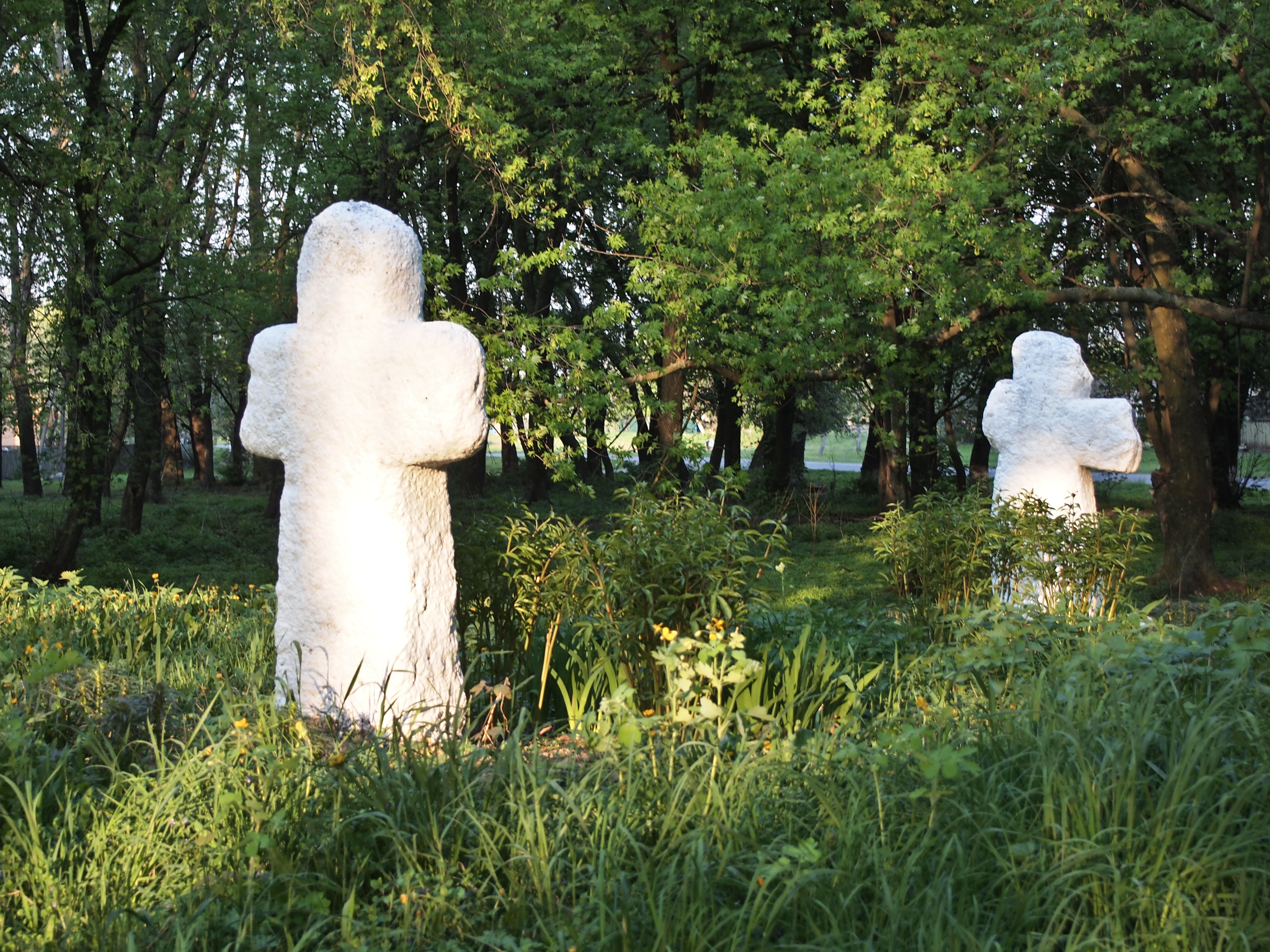
Хрести з давніх могил